# Stephanos Dragumis
Stephanos Dragumis (en griego: Στέφανος Δραγούμης) (1842-17 de septiembre de 1923) fue un político griego, primer ministro de Grecia de enero a octubre de 1910. Era el padre del escritor y diplomático Ion Dragumis.

## Comienzos
Dragumis fue varias veces ministro en los gabinetes de Charilaos Trikoupis y, tras la muerte de este, se distanció de la línea oficial de su partido al pasar la dirección a manos de Georgios Theotokis.
A principios del siglo XX, fue el principal miembro del llamado «partido japonés» formado por políticos reformistas.
Acusado a menudo de oponerse a la dinastía reinante, criticó, sin embargo, duramente las medidas de la Liga Militar contra los príncipes de la familia real. A comienzos de septiembre de 1909, con la política griega ya dominada por la Liga Militar desde el golpe de Estado de finales de agosto, defendió la convocatoria de una Asamblea Nacional que revisase la constitución.

## Primer ministro
Eleftherios Venizelos, consejero desde comienzos de 1910 de la Liga Militar, consideraba a Dragumis uno de los dos candidatos posibles para sustituir a Kiriakulis Mavromichalis al frente del gobierno y concluir la última legislación reformista exigida por la Liga antes de disolverse. El rey Jorge, tras consultar con los principales dirigentes políticos del parlamento, aprobó la elección y le convocó el 18 de enerojul./ 31 de enero de 1910greg..
Dragumis había expresado a Venizelos su disposición a asumir el gobierno. Los rivales políticos, conscientes de la hostilidad de la Liga, aceptaron la candidatura de Dragumis, que eligió sus ministros de los candidatos ofrecidos por los militares. El coronel Zorbas, presidente del comité de la Liga, aceptó finalmente ingresar en el gobierno como ministro de Defensa. El Ministerio de Marina también quedó en manos de un miembro de la Liga.
En febrero hubo de enfrentarse a una crisis con los militares por la exigencia de estos de una reforma agraria en Tesalia, para lo que el gobierno debía contar con fondos inexistentes para compensar a los terratenientes y no enojar al Imperio otomano, con el que mantenía un acuerdo que exigía importantes condiciones en caso de producirse tal reforma. Dragumis logró evitar la reforma y los campesinos tesalios, a menudo en duras condiciones de vida y dependientes de terratenientes griegos y turcos absentistas, no obtuvieron su reforma. En marzo las protestas campesinas fueron aplastadas militarmente por Dragumis, con víctimas mortales. La Liga apoyó las duras medidas de Dragumis.
Dragumis fue el encargado de convocar la Asamblea Nacional que llevó a la disolución de la Liga y continuó con la renovación del personal de los servicios públicos civiles y militares según las exigencias de aquella, en general con imparcialidad.
En julio logró finalmente el ansiado crédito internacional que permitió al país nuevas inversiones en ferrocarriles, obras públicas y en las fuerzas armadas.
Durante sus últimos meses de gobierno las relaciones con el Imperio Otomano siguieron siendo tensas por la rivalidad territorial en Macedonia, Epiro y, sobre todo, Creta. Comenzó un boicoteo de las navieras griegas en territorio otomano, aprobado tácitamente por el gobierno, que advirtió una vez más a los griegos de que la aceptación de diputados cretenses en el parlamento tras las inminentes elecciones a la Asamblea Nacional sería considerado motivo de guerra.
Tras las elecciones para la Asamblea, que supusieron un cambio radical del panorama político griego con el triunfo de los independientes y el revés a los partidos tradicionales, Dragumis dimitió el 29 de septiembrejul./ 12 de octubre de 1910greg.. Había cumplido los objetivos de su gobierno de transición logrando la constitución de la Asamblea que debía revisar la constitución según los deseos de la disuelta Liga Militar y parte de la población. Fue sustituido al frente del gobierno por Venizelos que había moderado su postura y conseguido el apoyo del monarca.

## La guerra mundial y la posguerra
Dragumis formó parte del efímero gabinete de Aléxandros Zaimis junto con otras figuras políticas y ex primeros ministros a finales de 1915, tras la disputa de Venizelos con el rey Constantino sobre la postura del país en la Primera Guerra Mundial.